# Anápolis
Anápolis (AFI: [ɐˈnapolis]) é um município brasileiro do interior do estado de Goiás, Região Centro-Oeste do país. Situada no Planalto Central Brasileiro, a 1.017 metros de altitude, possui um clima tropical mais ameno que a capital estadual Goiânia. A cidade está a 50 km da capital goiana e a 140 km da capital federal, fazendo parte de um eixo econômico e populacional que é a maior concentração urbana da região e seu principal polo industrial.
A população, de acordo com a estimativa realizada pelo Instituto Brasileiro de Geografia e Estatística (IBGE) em 2024, é de 415 847 habitantes. Dessa forma, Anápolis constitui-se no terceiro maior município do estado em população e sua segunda maior força econômica, com um PIB de mais de R$ 17,79 bilhões em 2021.
A cidade se firmou como polo industrial, com destaque para o ramo farmacêutico a partir da instalação do Distrito Agroindustrial em 1976. Anápolis foi apontada pela revista Veja em 2010 como uma das Vinte Cidades Brasileiras do Futuro em razão de seu grande potencial logístico. A cidade é cortada pelas rodovias federais BR-153, BR-060 e BR-414, pelas rodovias estaduais GO-222, GO-330, GO-437 e GO-560 e pela Ferrovia Centro-Atlântica, sendo ponto inicial da Ferrovia Norte Sul, que está sendo integrada na FCA.

## Etimologia
A origem etimológica do nome está ligado a Sant'Ana, cuja capela em louvor a ela foi edificada em 1871 por Gomes de Sousa Ramos, se tornando um fator de agregação da população local — uma homenagem a Dona Ana das Dores de Almeida, que no ano de 1859 passava pelo local e perdeu um dos animais de carga, o qual ao ser encontrado com suas malas de carga espalhadas pelo chão, não conseguiram retirar uma delas do local, justamente uma com a imagem de Sant'Ana, levando Dona Ana a prometer erguer no local uma capela em sua homenagem, promessa cumprida por seu filho Gomes de Sousa Ramos em 1871. O sufixo Polis (πολις) é originário da língua grega e significa cidade. Assim, Anápolis significa literalmente cidade de Ana. Este nome foi sugerido pelo deputado Abílio Wolney em 1896 em substituição ao nome Vila de Sant'Anna das Antas, porém só foi adotado oficialmente quando a Vila foi elevada à categoria de cidade em 31 de julho de 1907.

## História

### Primórdios
O começo da povoação teve início em meados do século XVIII, graças ao movimento de tropeiros na região em direção às lavras de ouro das vilas próximas, como Corumbá e Meia Ponte (Pirenópolis). Os córregos e ribeirões da região ajudavam na movimentação dos tropeiros, provendo lugares de descanso e servindo referência para orientação durante as viagens. Com a exaustão dos veios auríferos, muitos destes viajantes optaram por morar na região, principalmente às margens do Ribeirão das Antas.
O primeiro registro histórico confiável foi feito em agosto de 1819, quando o naturalista francês Auguste de Saint-Hilaire, em deslocamento entre Bonfim (Silvânia) e Meia-Ponte, hospeda-se na Fazenda das Antas. Em 1824, um conhecido desbravador da região, o marechal português Raimundo José da Cunha Matos, também cita a propriedade em seu diário, fazenda que era encravada no Rio das Antas, nome pela qual a região era conhecida por causa da abundância deste animal nas redondezas. O também francês Conde de Castelnau relata visita à região em março de 1844. O primeiro documento oficial foi redigido em 25 de abril de 1870, quando um grupo de moradores fazem doação de parte de suas terras para a formação do Patrimônio de Nossa Senhora de Sant'Anna.

### Fundação
De acordo com a tradição oral sobre a história local, em 1859 Dona Ana das Dores de Almeida partiu de Jaraguá para Bonfim (Silvânia) numa viagem com tropa de burros. Um dos animais levava a imagem de Sant'Anna, de quem era muito devota. Pararam para descansar nas proximidades do Ribeirão das Antas, quando por motivo desconhecido o animal com a imagem da santa sai em desabalada carreira pelas matas da região. Como já anoitecia, na manhã seguinte dona Ana determina aos peões a busca pelo animal, que encontrado, estava com sua carga espalhada pelo chão. Ao tentar recolocar a mala com a imagem no lombo do burro, os peões não conseguiram retirá-la do chão, levando Dona Ana a interpretar o fato como o sinal de que a santa desejava permanecer no local. Faz então a promessa de erguer ou mandar erguer no local uma capela para abrigar a santa, fato este que foi concretizado por seu filho Gomes de Sousa Ramos no ano de 1871.
Seu filho Gomes de Sousa Ramos veio para o local em 1870, aos 33 anos, atraído pela fertilidade da terra e pelo clima. Empreendedor, conseguiu dos moradores, devotos de Santa Ana, a doação de terras para a construção da capela e formação do patrimônio. O início da construção da capela se deu no começo de 1871. Já em 1872, um documento pedido a elevação da povoação à categoria de Freguesia, o que correspondia a paróquia, foi redigido pelo e assinado pelo padre Francisco Inácio da Luz, e também por Gomes de Sousa Ramos e mais 265 pessoas. Datado de 2 de maio de 1872, foi encaminhado ao presidente da Província de Goiás, Sr. Antero Cícero de Assis, por Gomes de Sousa, que enfrentou vários dias de viagem a cavalo para entregar o abaixo assinado na capital da província, Vila Boa, hoje Cidade de Goiás. Em 6 de agosto de 1873, o povoado foi elevado à Freguesia através da Lei Provincial nº 514, com o nome de Freguesia de Sant´Anna das Antas, desmembrada da Paróquia Nossa Senhora do Rosário.

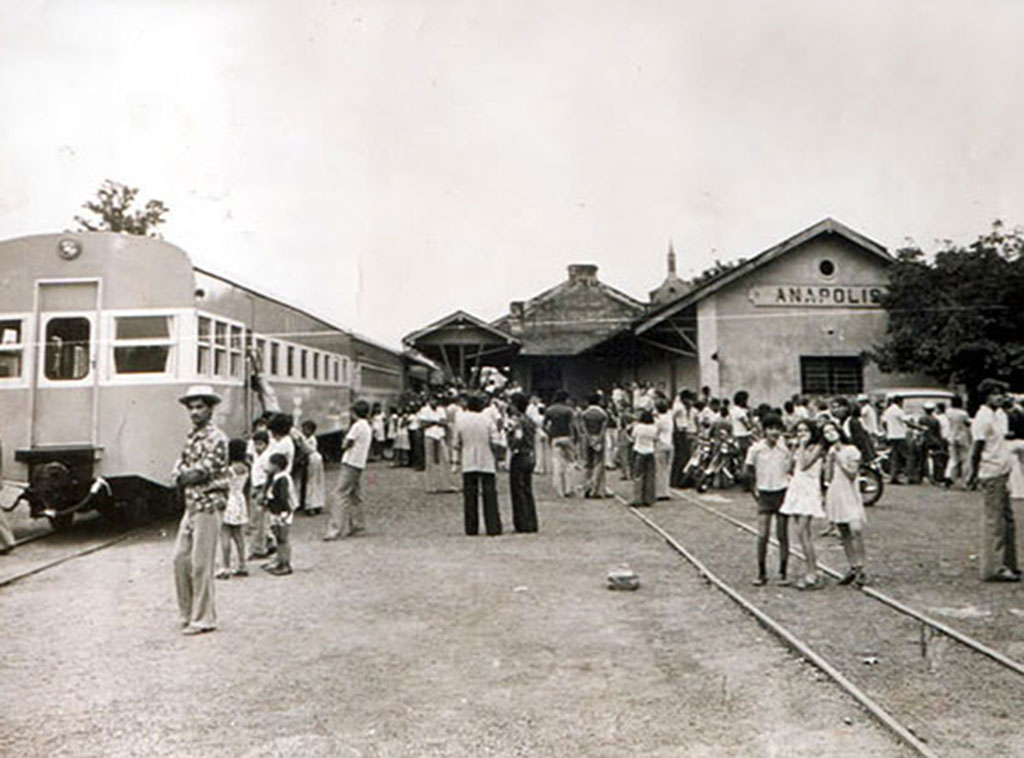
Inauguração da Estrada de Ferro, em 7 de setembro de 1935.

### Emancipação
José da Silva Batista mudou-se para a região das Antas em 28 de fevereiro de 1882, vindo de Meia-Ponte (Pirenópolis) como professor. Zeca Batista, como era conhecido, exercia também o comércio. Nesta época, a Freguesia fazia parte do território da Intendência de Meia Ponte e junto com Gomes de Sousa Ramos, lutam e conseguem a emancipação política e administrativa da Freguesia na categoria de Vila por força da Lei nº 811, de 15 de dezembro de 1887.
Devido a múltiplos obstáculos, sobretudo, pelas dificuldades levantadas pelas autoridades meia-pontenses, pelo advento da Lei Áurea (1888) e pela Proclamação da República (1889), a instalação oficial da Vila só se concretizou em 10 de março de 1892, com José da Silva Batista sendo nomeado presidente da Junta Administrativa da Vila de Santana das Antas. Infelizmente, Gomes de Souza Ramos morrera em 22 de Setembro de 1889 e não viu a concretização de seu sonho. Em um depoimento de 1887, o pernambucano Oscar Leal escreve:
| “ | Antas!... Sepultada no meio do deserto, longe das grandes estradas que ligam a capital goiana às principais praças do sul do Estado a vila ou povoação das Antas, surge à vista do forasteiro, depois que se desce a chapada, em extenso vale, cercado de um mutismo tão belo e sedutor que seria o bastante para ali fundarem um estado os poetas da antiga Babilônia. Na vila das Antas há meia dúzia de pessoas com as quais se pode travar conversação e uma destas é o Sr. José Batista... Consta de duas ruas paralelas que atravessam o largo da matriz, a qual fica situada bem no centro da povoação... Sua população, segundo os meus cálculos na falta de estatística, orça por uns 800 habitantes... Tem umas seis lojas de fazendas mal sortidas e algumas tabernas que vendem fumo, cachaça e mantimentos. O clima é saudável e as águas magníficas. | ” |

Estação ferroviária de Anápolis, 1958. Arquivo Nacional.

Por meio de eleições, em 1893 o povo antense escolheu o primeiro intendente Lopo de Sousa Ramos, e o primeiro conselho municipal, formado por Antônio Crispim de Sousa, Teodoro da Silva Batista, Vicente Gonçalves de Almeida, Floro Santana Ramos, Antônio Batista Arantes e Modesto Sardinha de Siqueira. Já contando com autonomia administrativa e base territorial, a Vila de Santana das Antas foi elevada à categoria de cidade pelo Decreto-Lei nº 320 de 31 de julho de 1907, assinado pelo então presidente do estado de Goiás, Miguel da Rocha Lima, passando a ser denominada de Anápolis, sendo considerado hoje, de forma errada, como a data natalícia da cidade. Na verdade, a vila passou a ter independência político e administrativa em 15 de dezembro de 1887, quando foi transformada em Vila de Santana das Antas, instalada em 10 de março de 1892.
Através do pioneirismo de Francisco Silvério de Faria e do engenheiro Ralf Colleman, a cidade passa a contar com a energia elétrica em 9 de janeiro de 1924, sendo a primeira cidade do estado a contar com este benefício. A instalação do telégrafo deu-se em 1926, a ferrovia chegou em 7 de setembro de 1935 e os telefones em 1938. Em 1927 foi fundado o Hospital Evangélico Goiano, pelo médico e missionário evangélico pernambucano de origem inglesa, Dr. James Fanstone, sendo na sua época a mais moderna instituição de saúde do centro-oeste brasileiro. Em 1939 foi fundado o Hospital Nossa Senhora Aparecida e em 1943 surge o primeiro bairro, o Jundiaí, lançado pela Companhia Imobiliária de Anápolis, de Jonas Duarte, Plácido de Campos e José Cândido Louza.

### Área de Segurança Nacional

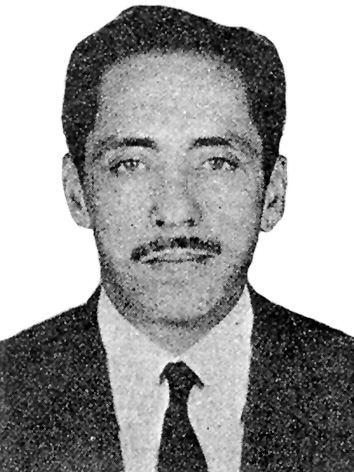
O médico Anapolino de Faria, prefeito nomeado de Anápolis.

Em 28 de agosto de 1973, por meio do Decreto-lei nº 1284, assinado pelo então presidente Garrastazu Médice, o município de Anápolis foi declarado como de interesse da Segurança Nacional. Em razão desta medida, o Prefeito Municipal passou a ser nomeado pelo Governador do Estado, mediante prévia aprovação do Presidente da República.
Esta situação permaneceu até a edição da Lei nº 7.303, de 1º de abril de 1985, quando a medida foi revogada e o município retomou o direito de eleger, de forma direta, o seu Prefeito e o Vice-Prefeito. Neste período de 12 anos foram nomeados os prefeitos Irapuan Costa Junior, Eurípedes Junqueira, Jamel Cecílio, Lincoln Gomes de Almeida, Decil de Sá Abreu, Wolney Martins de Araújo, Fernão Ivan José Rodrigues, Olímpio Ferreira Sobrinho e Anapolino de Faria. 
O ato de declaração da cidade de Anápolis como de interesse da Segurança Nacional interrompeu o mandato do prefeito José Batista Junior, eleito pelo MDB, em 1972. José Batista foi empossado em 1º de janeiro de 1973 e governou até o dia 28 de agosto daquele ano, quando o município passou a ser considerado como Área de Segurança Nacional. Com o afastamento do prefeito eleito, o Governador Leonino Caiado  nomeou o engenheiro Irapuan Costa Júnior, então Presidente da CELG, para ocupar o cargo de Prefeito de Anápolis. Com a retomada da normalidade democrática, foram eleitos, a partir de 1985, os prefeitos Adhemar Santillo,  Anapolino de Faria, Wolney Martins, Ernani de Paula, Pedro Sahium, Antônio Gomide e Roberto Naves. 
A ata da Trigésima Segunda Consulta ao Conselho de Segurança Nacional, datada de 27 de julho de 1973, registra o pedido formulado pelo então Secretário do Conselho, o general João Baptista Figueiredo, que encaminhou ao Presidente da República, Emílio Garrastazu Médici, proposta para incluir o município de Anápolis entre aqueles que são considerados como de interesse da segurança nacional. O documento aponta, entre os motivos específicos para  justificar a decisão, a proximidade de Anápolis com a capital Federal; a sua posição geográfica estratégica, abrigando entroncamentos ferroviários, rodoviários e um polo industrial; e, finalmente, a implantação da Base Aérea de Anápolis, ocorrida no ano de 1972.  
O jornalista Claudius Brito, do jornal Contexto, aponta, em matéria publicada na edição de 30 de julho de 2021, razões de ordem política para a inclusão de Anápolis entre as cidades de interesse da segurança nacional: "De 1973 a 1985, os militares consideraram Anápolis como Área de Interesse Segurança Nacional, devido à instalação da Base Aérea. Na verdade era, também, um mecanismo para frear os movimentos de luta pela redemocratização do País, que tinha o município como uma das grandes trincheiras, através de lideranças como os irmãos Santillo (Henrique, Adhemar e Romualdo); Fernando Cunha Júnior; Haroldo Duarte, Anapolino de Faria, Max Lânio Gonzaga Jaime e vários vereadores, como Valmir Bastos".

## Cidadãos ilustres

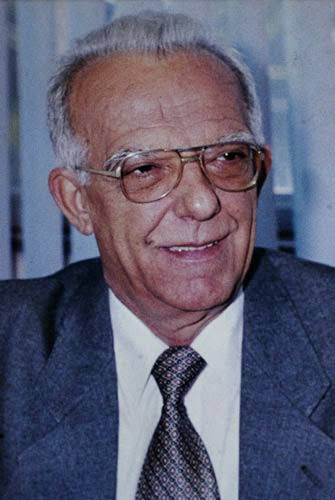
Henrique Santillo

- Gomes de Souza Ramos (1837 – 1889).  Foi um pioneiros e um dos fundadores de Anápolis,
- Zeca Batista  (1855 – 1910). José da Silva Batista foi professor, comerciante e lider político, foi dos fundadores da cidade.
- James Fanstone (1890 – 1987). Missionário e médico. Fundador do Hospital Evangélico de Anápolis,
- Jonas Duarte (1908 – 1993). Comerciante, banqueiro e político. Foi prefeito de Anápolis, no período de 1961 a 1966.
- Geraldo Tibúrcio  (1924 – 2003). Líder camponês, trabalhador rural e pedreiro. Foi vereador em Anápolis.
- Haydée Jayme Ferreira (1926 - 1999). Escritora e jornalista.
- Haroldo Duarte. (1934 - 2012). Advogado, jornalista e político.
- Fernando Cunha Júnior. (1935 - 2011). Advogado e empresário. Foi Deputado Federal por cinco legislaturas.
- Henrique Santillo (1937 – 2002). Médico e político. Foi prefeito de Anápolis (1970 - 1973). Foi também Governador do Estado, Senador e Ministro da Saúde.
- Luciano da Rocha Neves (1993- ). Futebolista brasileiro que atua como atacante. Atualmente joga no São Paulo.
- Ismael Serafim / Ismeiow (2002- ). Youtuber e drag queen.
- Grelo (1997- ). Cantor, compositor e arranjador.
- Vitor Cavalheiro (2003- ). Influencer digital que faz conteúdos de cultura otaku

## Geografia

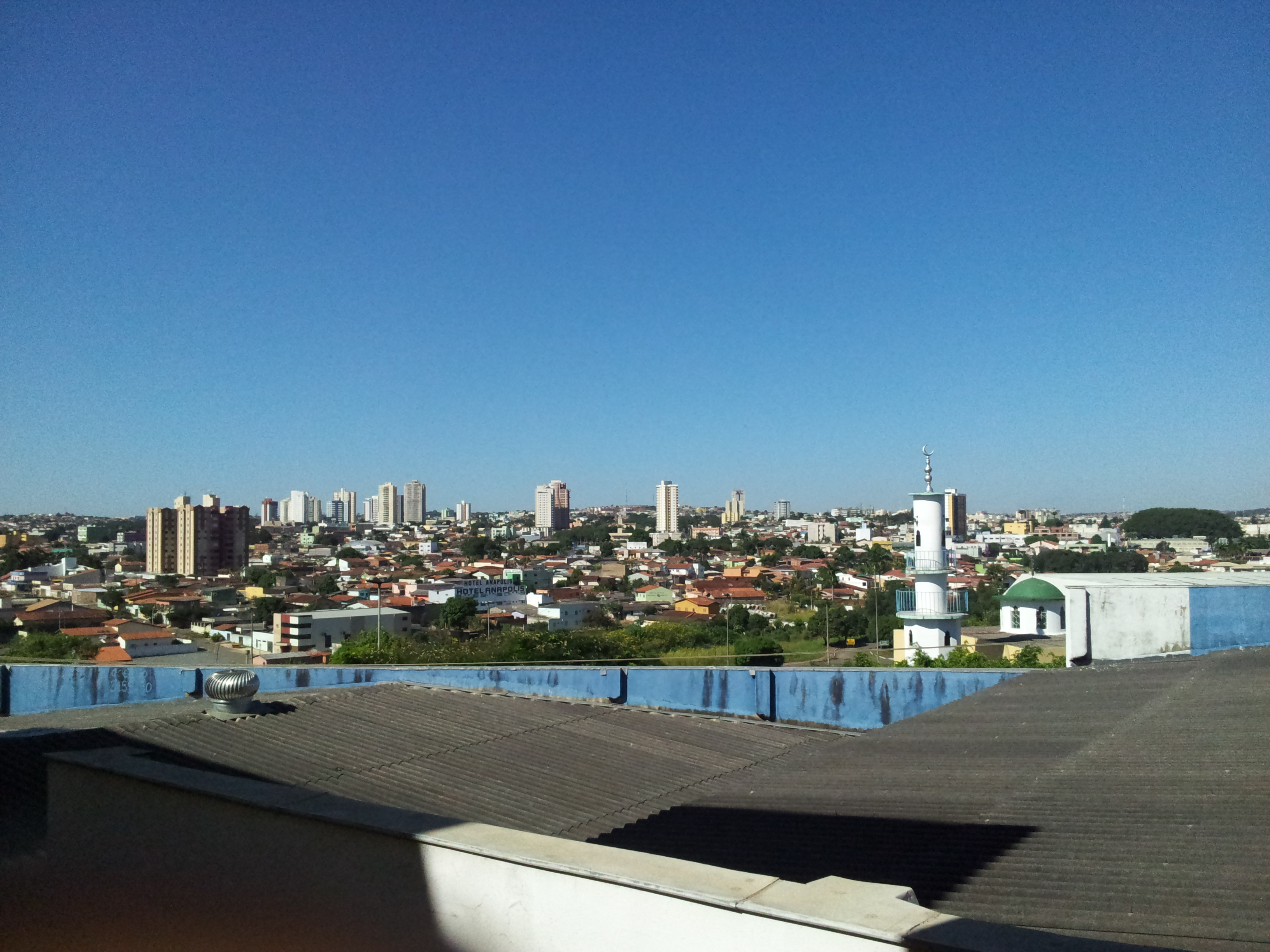
Vista de Anápolis a partir da Escola Municipal João Luiz de Oliveira, no Setor Central, em 2012.

Anápolis está localizada a 53 quilômetros da capital de Goiás, Goiânia e a pouco mais de 130 km da capital federal, Brasília.
Considerada um dos maiores entroncamentos rodoviários do país, a cidade é ligada à Goiânia pela rodovia duplicada BR-060/153, a Brasília pela duplicada BR-060, ao norte do país pela BR-153, à cidade de Nerópolis pela GO-222, à cidade de Leopoldo de Bulhões pela GO-330, à cidade de Corumbá de Goiás pela BR-414 e à cidade de Gameleira de Goiás pela GO-437. É o terceiro maior município em população do estado de Goiás. Faz parte da região do eixo Goiânia-Brasília, considerada a mais desenvolvida da Região Centro-Oeste.
O município limita-se ao norte com o município de Pirenópolis, a leste com os municípios de Gameleira de Goiás e Abadiânia, ao sudoeste com o município de Silvânia, ao sul com os municípios de Leopoldo de Bulhões, Terezópolis de Goiás e Goianápolis e a oeste com os municípios de Nerópolis, Campo Limpo de Goiás e Ouro Verde de Goiás. Pelo seu territórios passam os ribeirões João Leite, Ribeirão das Antas, Piancó e Padre Sousa, dentre outros.

### Relevo
Anápolis está situada numa região chamada de "Planalto do Alto Tocantins-Paranaíba", subunidade no Planalto Central brasileiro. Latossolos, isto é, solos minerais e homogêneos, predominam tanto nas regiões mais planas quanto onde o relevo é mais acidentado.
Em geral, o terreno do município é caracterizado por planos ligados por rampas, o que traz uma imagem relativamente ondulada e acidentada, com a altitude variando entre 1.000 e 1.200 metros, sendo a altitude média geralmente fixada em 1.017 metros. Predominam declividades entre 5% e 15%. A maior parte do território do município possui um relevo medianamente dissecado com potencialidade erosiva fraca. Apresenta formas convexas associadas a formas tabulares amplas.

### Clima
O clima do município é tropical com estação seca (Köppen Aw). Como Anápolis está em uma altitude elevada, as temperaturas são mais amenas.
A temperatura, ao longo do ano, oscila entre mínima média de 18 °C e máxima média de 28 °C. Existem duas estações distintas; a da seca, que coincide com o período de temperaturas menores,geralmente de abril a setembro, e a das chuvas, que coincide com o verão. Sendo assim, os meses de agosto e setembro são muito secos e costumam ser quentes, apesar do inverno e as primeiras chuvas após o tempo de seca chegam com a entrada da primavera, variando de um ano para o outro. As temperaturas mínima e máxima absoluta foram de 2 °C e 37 °C, respectivamente.
A umidade relativa do ar tem uma variação sazonal. A média mensal fica em torno de 50 a 60% nos meses mais secos (que pode chegar a meados de 20%), mas no período das chuvas ultrapassa a 80%.
| Dados climatológicos para Anápolis (1981-1990) | Dados climatológicos para Anápolis (1981-1990) | Dados climatológicos para Anápolis (1981-1990) | Dados climatológicos para Anápolis (1981-1990) | Dados climatológicos para Anápolis (1981-1990) | Dados climatológicos para Anápolis (1981-1990) | Dados climatológicos para Anápolis (1981-1990) | Dados climatológicos para Anápolis (1981-1990) | Dados climatológicos para Anápolis (1981-1990) | Dados climatológicos para Anápolis (1981-1990) | Dados climatológicos para Anápolis (1981-1990) | Dados climatológicos para Anápolis (1981-1990) | Dados climatológicos para Anápolis (1981-1990) | Dados climatológicos para Anápolis (1981-1990) |
| Mês                                            | Jan                                            | Fev                                            | Mar                                            | Abr                                            | Mai                                            | Jun                                            | Jul                                            | Ago                                            | Set                                            | Out                                            | Nov                                            | Dez                                            | Ano                                            |
| ---------------------------------------------- | ---------------------------------------------- | ---------------------------------------------- | ---------------------------------------------- | ---------------------------------------------- | ---------------------------------------------- | ---------------------------------------------- | ---------------------------------------------- | ---------------------------------------------- | ---------------------------------------------- | ---------------------------------------------- | ---------------------------------------------- | ---------------------------------------------- | ---------------------------------------------- |
| Temperatura máxima recorde (°C)                | 33,3                                           | 32,5                                           | 32                                             | 32                                             | 31                                             | 36,5                                           | 32                                             | 33,5                                           | 35                                             | 34,5                                           | 37                                             | 32,5                                           | 37                                             |
| Temperatura máxima média (°C)                  | 26,6                                           | 27,7                                           | 27,6                                           | 28,1                                           | 27,7                                           | 27,0                                           | 26,8                                           | 28,4                                           | 29,2                                           | 28,2                                           | 27,3                                           | 27,6                                           | 27,7                                           |
| Temperatura mínima média (°C)                  | 19,1                                           | 19,3                                           | 19,6                                           | 19                                             | 17,5                                           | 15,5                                           | 14,9                                           | 16,5                                           | 18                                             | 18,7                                           | 18,7                                           | 18,9                                           | 18                                             |
| Temperatura mínima recorde (°C)                | 16                                             | 15,5                                           | 14,5                                           | 5,1                                            | 7                                              | 4                                              | 6,5                                            | 8                                              | 11                                             | 14,3                                           | 14,5                                           | 14,5                                           | 4                                              |
| Precipitação (mm)                              | 280,7                                          | 165,9                                          | 262,5                                          | 114,9                                          | 42,6                                           | 6                                              | 13,5                                           | 48                                             | 47,6                                           | 124,9                                          | 153,9                                          | 205                                            | 1 465,5                                        |
| Fonte: ICEA 10 de julho de 2013                |                                                |                                                |                                                |                                                |                                                |                                                |                                                |                                                |                                                |                                                |                                                |                                                |                                                |

### Vegetação
A cobertura vegetal do município está quase que totalmente descaracterizada pela ação do homem. Cultura de cereais, como arroz, milho, café e a formação de pastagens para alimentação do rebanho bovino, substituíram muito da formação vegetal original.
O município localiza-se em uma área de tensão ecológica, ponto de contato entre o cerrado e a região da mata. O cerrado, predominante a leste, tem dois típicos básicos de cobertura: o cerrado propriamente dito e o campo cerrado.
A Flora da região dos campos cerrados é formada principalmente por jacarandá, peroba-branca, quina-do-campo, aroeira, pequi e lobeira Na região de mata, destacam-se o angico, o amarelão ou garapa, o ipê-amarelo e o ipê-roxo, algumas espécies de palmeiras e a taboca. A mata ciliar ou de galeria, que acompanha as margens dos córregos, possui palmitos, buritis, samambaias e imbaúbas, entre outras plantas.

### Hidrografia
Embora não exista nele nenhum rio caudaloso, nascentes na região do município de Anápolis levam águas para as bacias do Rio Paraná, Tocantins e Araguaia, com importância para a Platina e a Amazônica e do Rio São Francisco. São dezenas de córregos e ribeirões com pequeno volume e água, muita vezes estreitos e encachoeirados, que não podem ser utilizados para navegação. Durante o período das chuvas, costumam transbordar, muito embora o volume de água que possuem seja pequeno.

## Demografia
Religiões em Anápolis (2010)
Em população, Anápolis é a 3ª maior cidade goiana e a 67ª maior do país, porém possuidora da 44º maior frota de veículos, com 233.681 veículos registrados em junho de 2014, o que tem levado a problemas de trânsito nos horários de pico. A cidade recebeu ao longo de sua formação migrantes de várias regiões do país, em especial mineiros, paulistas, paranaenses e gaúchos, além de imigrantes de origem libanesa, síria, turca, italiana e japonesa, principalmente.

### Religião
Segundo o censo do Instituto Brasileiro de Geografia e Estatística (IBGE), em 2010 56,84% da população do município era católica romana, 34,44% eram evangélicos, 5,15% não tinha religião, 1,37% eram espíritas, 0,55% Testemunhas de Jeová, 0,77% outras religiosidades cristãs (que incluem Igreja Católica Apostólica Brasileira, Igreja Ortodoxa, mórmons e outras) e 0,79% de outras religiões. Segundo o censo brasileiro de 2022, a composição religiosa da cidade era de 50,25% católica, 38,67% evangélica ou protestante, 1,17% espírita, 0,4% umbandista ou candomblecista, 0,02% religião tradicional, 3,48% outra religião, 5,66% irreligiosa, 0,26% desconhecida e 0,09% não declarada.

#### Protestantismo
Dentre as denominações protestantes em Anápolis, a maioria da população é pentecostal, cerca de 21,31%. Os presbiterianos constituem 1,95% da população do município, 0,85% são batistas, 0,66% adventistas, 0,13 os demais grupos protestantes (luteranos, congregacionais e metodistas) e 9,51% não possuem denominação.
As Assembleias de Deus são o maior grupo pentecostal, com 11,68% da população, seguida pela Igreja do Evangelho Quadrangular com 2,91% e Igreja Universal do Reino de Deus com 0,81%.

## Subdivisões

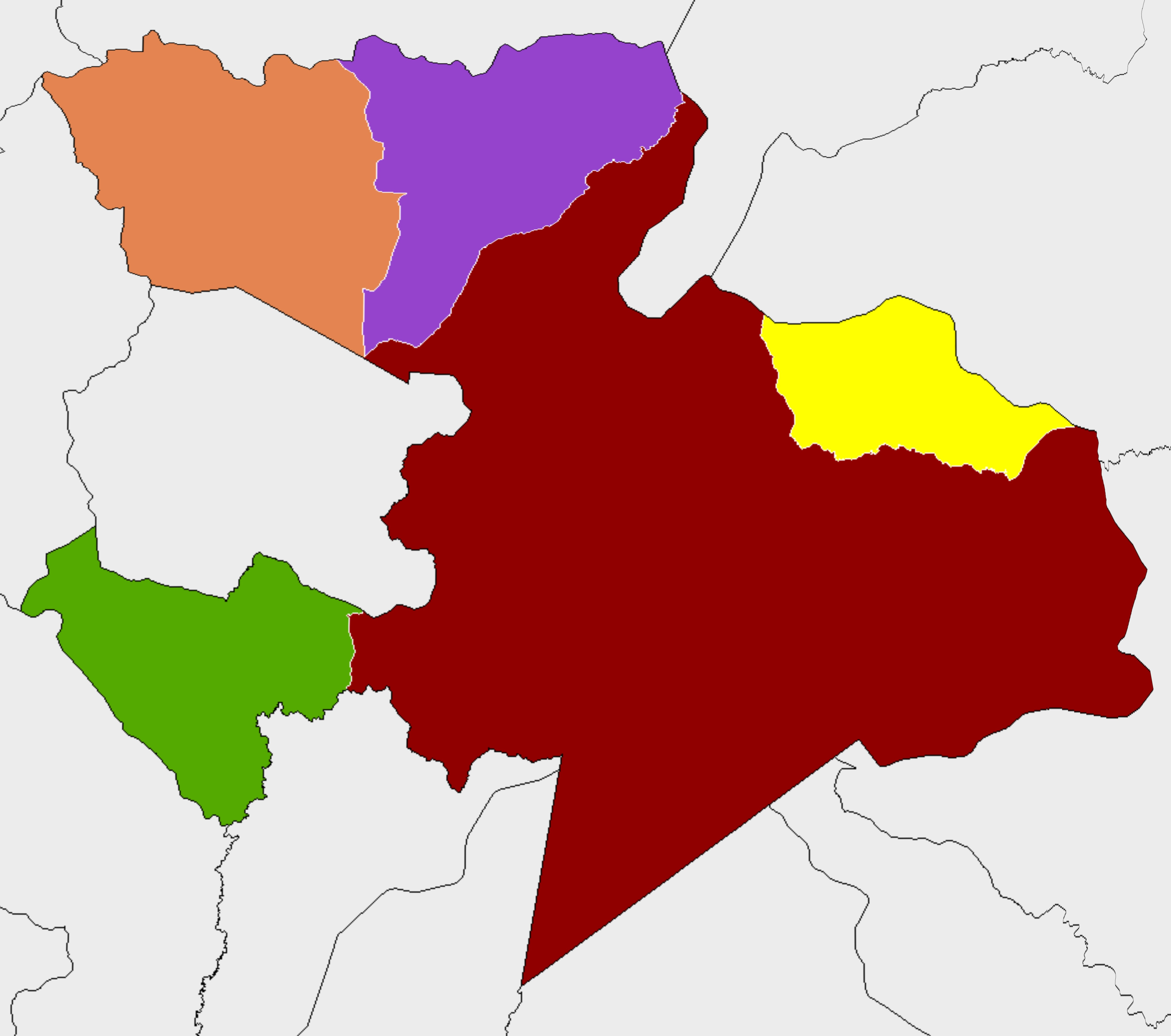
Distritos: Sede (grená), Goialândia (verde), Joanápolis (amarelo), Interlândia (roxo) e Souzânia (laranja)

### Distritos e povoados
O município conta com quatro distritos e dois povoados:
Distritos
- Souzânia - É o distrito mais antigo de Anápolis, foi criado pela Lei Municipal nº 45 de 3 de agosto de 1903, com o nome de "Boa Vista das Trahyras", depois teve seu nome alterado para Aracati e finalmente em 1943 recebeu o nome de Souzânia, em homenagem a diversos integrantes da família de Gomes de Souza Ramos que lá residiam.[61] Possuía 2 124 habitantes em 2022 (segundo o IBGE).[62]
- Interlândia:[63] é o distrito, excluindo a sede, mais populoso com 2 442 habitantes (IBGE, 2022).[62]
- Joanápolis: contava 1 234 habitantes em 2022 (segundo o IBGE).[62]
- Goialândia: o censo de 2022 do IBGE mostrou que possuía 1 092 habitantes.[62]

### Bairros
- Adriana Parque
- Alto da Bela Vista
- Alvorada
- Anápolis City
- Andracel Center
- Anexo Antônio Fernandes
- Anexo Bom Sucesso
- Anexo Frei Eustáquio
- Anexo Itamaraty
- Anexo Maracanazinho
- Antônio Fernandes
- Bandeiras
- Batista
- Boa Vista
- Bom Sucesso
- Calixtolândia 1ª Etapa
- Calixtolândia 2ª Etapa
- Campos Elísios
- Chácaras Americanas
- Chácaras Atibaia
- Chácaras Boa Vista
- Chácaras Colorado
- Chácaras de Recreio Mansões do Planalto
- Chácaras Jonas Duarte
- Chácaras Vale das Antas
- Cidade Jardim
- Cidade Universitária
- Condomínio Alphaville Anápolis
- Condomínio Residencial Belas Artes
- Condomínio Residencial Gaudi
- Condomínio Residencial Grand Trianon
- Condomínio Residencial Villa Lobos
- Condomínio Terras Alpha Anápolis
- Condomínio Vale dos Pássaros
- Conjunto Habitacional Esperança II
- Conjunto Habitacional Filostro Machado Carneiro
- Conjunto Habitacional Vila União
- Conjunto IAPC
- Conjunto Raul Balduíno
- Residencial Vila Feliz 1ª Etapa
- Conjunto Residencial Vila Feliz 2ª Etapa
- Conjunto Vila Verde
- DAIA
- Dom Pedro II
- Estância Vale das Brisas
- Frei Eustáquio
- Granjas Santo Antônio
- Itamaraty 1ª Etapa
- Itamaraty 2ª Etapa
- Itamaraty 3ª Etapa
- Itamaraty 4ª Etapa
- Jardim Alexandrina
- Jardim Alvorada
- Jardim América
- Jardim Ana Paula
- Jardim Arco Verde 1ª Etapa
- Jardim Arco Verde 2ª Etapa
- Jardim Bandeirante
- Jardim Bela Vista
- Jardim Bom Clima
- Jardim Calixto
- Jardim das Américas 1ª Etapa
- Jardim das Américas 2ª Etapa
- Jardim das Américas 3ª Etapa
- Jardim das Oliveiras
- Jardim das Samambaias
- Jardim Diana
- Jardim dos Ipês
- Jardim Esperança
- Jardim Europa
- Jardim Flor de Liz
- Jardim Goiano
- Jardim Gonçalves
- Jardim Ibirapuera
- Jardim Itália
- Jardim Luzitano
- Jardim Nações Unidas
- Jardim Palmares
- Jardim Petrópolis
- Jardim Primavera 1ª Etapa
- Jardim Primavera 2ª Etapa
- Jardim Progresso
- Jardim Promissão
- Jardim Santa Cecília
- Jardim Santana
- Jardim São Paulo
- Jardim Silveira
- Jardim Suiço
- Jardim Tesouro
- Jardim Vera Cruz
- Jibran El Hadj
- JK Nova Capital [64]
- JK Setor Oeste
- Jóquei Club
- Jundiaí
- Lapa
- Las Palmas
- Loteamento Guanabara
- Loteamento Novo Jundiaí
- Loteamento Residencial América
- Loteamento Residencial Verona
- Loteamento Residencial Victor Braga
- Bairro de Lourdes
- Manoel Domingos
- Maracanã
- Maracananzinho
- Nossa Senhora Aparecida
- Nova Alexandrina
- Nova Vila Jaiara
- Novo Paraíso
- Olhos D'Água
- Paraíso
- Parque Brasília
- Parque Brasília 2ª Etapa
- Parque Calixtopolis
- Parque Calixtopolis 2ª Etapa
- Parque das Nações
- Parque das Primaveras
- Parque dos Pirineus
- Parque Iracema
- Parque Michel
- Parque Residencial Ander 1ª Etapa
- Parque Residencial Ander 2ª Etapa
- Parque Residencial das Flores
- Parque São Conrado
- Parque São Jerônimo
- Parque São João
- Polocentro 1ª Etapa
- Polocentro 2ª Etapa
- Privê Lírios dos Campos
- Recanto do Sol
- Residencial Aldeia dos Sonhos
- Residencial Alfredo Abrahão
- Residencial Alphaville
- Residencial Ana Caroline
- Residencial Anaville
- Residencial Araguaia
- Residencial Araujoville
- Residencial Arco-Íris
- Residencial Ayrton Senna
- Residencial Boa Esperança
- Residencial Buritis
- Residencial Caminho das Águas
- Residencial Centenário
- Residencial Cerejeiras
- Residencial Cidade Industrial
- Residencial Copacabana
- Residencial do Cerrado 1ª Etapa
- Residencial do Cerrado 2ª Etapa
- Residencial do Trabalhador
- Residencial Dom Emanoel
- Residencial Dom Felipe
- Residencial Flamboyant
- Residencial Flor do Cerrado
- Residencial Florença
- Residencial Gabriela
- Residencial Geovanni Braga
- Residencial Girassol
- Residencial Gran Ville 1ª Etapa
- Residencial Gran Ville 2ª Etapa
- Residencial Ildefonso Limírio
- Residencial Ipanema
- Residencial Itatiaia
- Residencial Itororó
- Residencial Jardins do Lago
- Residencial Leblon
- Residencial Marla Cristina
- Residencial Mônica Braga
- Residencial Monte Sinai
- Residencial Morada Nova
- Residencial Morumbi
- Residencial Nova Aliança
- Residencial Novo Mundo
- Residencial Palmeiras
- Residencial Paris
- Residencial Portal do Cerrado
- Residencial Reny Cury
- Residencial Rio Jordão
- Residencial Rose's Garden
- Residencial San Marco
- Residencial Santa Cruz
- Residencial Santo Antônio
- Residencial Santo Expedito
- Residencial São Vicente
- Residencial Shangrilá
- Residencial Sol Nascente
- Residencial Sun Flower
- Residencial Tangará
- Residencial Terezinha Braga
- Residencial Vale do Sol
- Residencial Vale dos Pirineus
- Residencial Valência
- Residencial Veneza
- Residencial Villa Bella
- Residencial Virgínia Correa
- Reverendo Archibald
- Santo André
- Santo Antônio
- Santos Dumont
- São Carlos
- São Carlos 2ª Etapa
- São João
- São José
- São Lourenço
- São Sebastião
- Setor Bougainville
- Setor Central
- Setor Escala
- Setor Industrial Aeroporto
- Setor Industrial Munir Calixto
- Setor Lago dos Buritis
- Setor Residencial das Rosas
- Setor Residencial Jandaia 1ª Etapa
- Setor Residencial Jandaia 2ª Etapa
- Setor Residencial Pedro Ludovico
- Setor Santa Clara
- Setor Sul 1ª Etapa
- Setor Sul 2ª Etapa
- Setor Sul 3ª Etapa
- Setor Sul Jamil Miguel
- Setor Summerville
- Sítio de Recreio Jardim Boa Vista
- Sítio de Recreio Recanto Mansões
- Sítios de Recreio Americano do Brasil
- Sítios de Recreio Estâncias Vila Rica
- Sítios de Recreio Vale das Laranjeiras
- Sítios Recreio Denise
- Setor Tropical
- Vila Brasil
- Vila Calixto Abrão
- Vila de Lourdes
- Vila Dom Bosco
- Vila Dona Maria
- Vila dos Oficiais
- Vila dos Sargentos
- Vila Esperança
- Vila Fabril
- Vila Formosa
- Vila Goiás
- Vila Góis
- Vila Gonçalves
- Vila Harmonia 1ª Etapa
- Vila Harmonia 2ª Etapa
- Vila Industrial
- Jaiara
- Vila João Luiz de Oliveira
- Vila João XXIII
- Vila Jussara
- Vila Mariana
- Vila Miguel Jorge
- Vila Moreira
- Vila Norte
- Vila Nossa Senhora D´Abadia
- Vila Nova Jayara
- Vila Operária
- Vila Popular Munir Calixto
- Vila Residencial Pedro Ludovico
- Vila Santa Helena
- Vila Santa Izabel
- Vila Santa Maria
- Vila Santa Maria de Nazareth
- Vila Santa Rita
- Vila Santa Rosa
- Vila Santa Terezinha
- Vila Santana
- Vila São João
- Vila São Joaquim
- Vila São Jorge
- Vila São José
- Vila São Vicente
- Vila Sul
- Vila União
- Viviam Parque 1ª Etapa
- Viviam Parque 2ª Etapa

### Municípios desmembrados

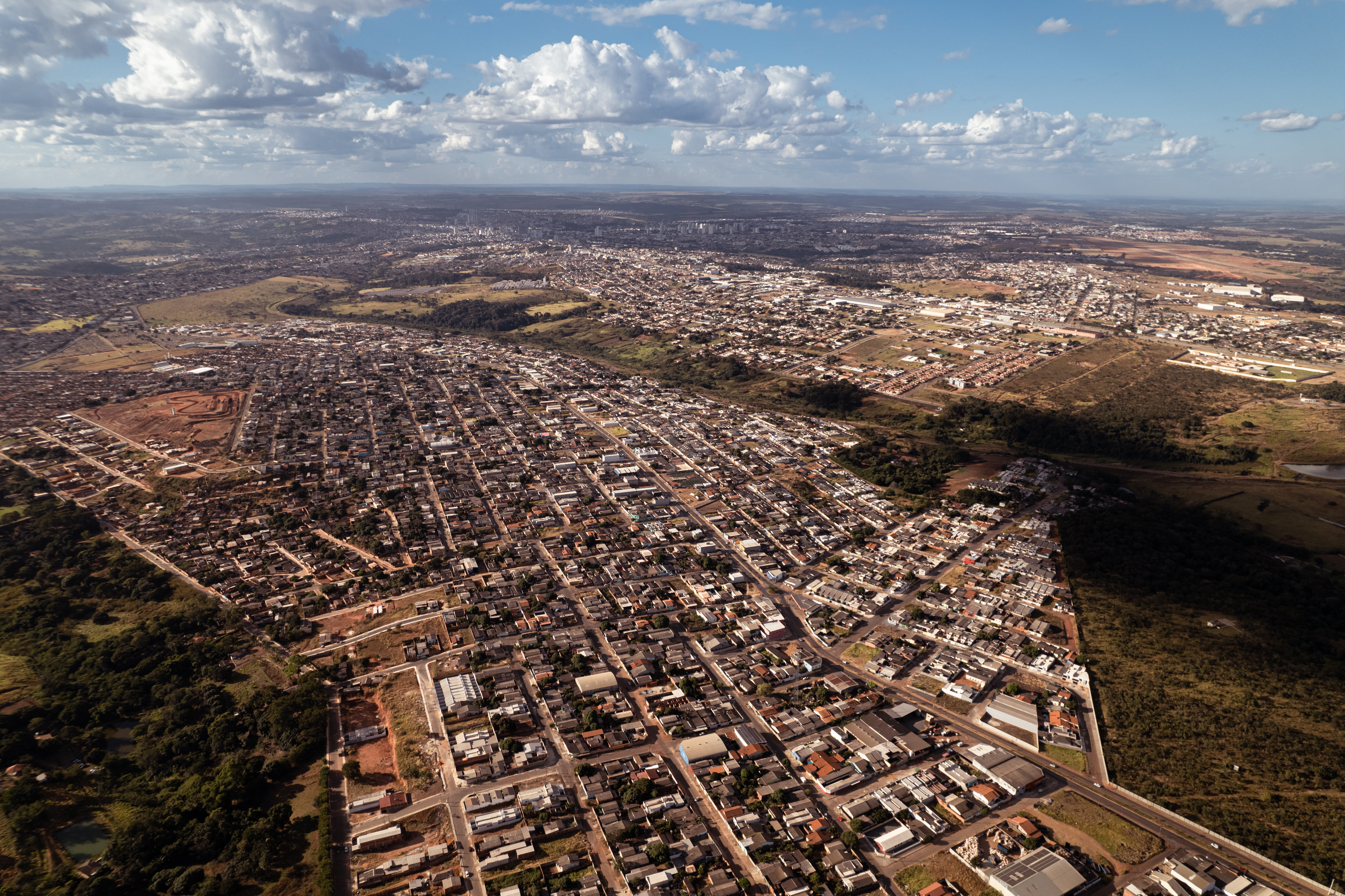
Parte da região sudoeste de Anápolis em 2023.

Da área territorial anapolina, desmembraram-se os seguintes municípios:
- Goiânia, parte do território, através do decreto nº 327, de 2 de agosto de 1935[65]
- Nerópolis emancipado em 3 de agosto de 1948[66]
- Brazabrantes emancipado em 14 de novembro de 1958[67]
- Damolândia emancipado em 14 de novembro de 1958[68]
- Goianápolis emancipado em 14 de novembro de 1958[69]
- Nova Veneza emancipado em 14 de novembro de 1958[70]
- Ouro Verde de Goiás emancipado em 1 de outubro de 1963[71]
- Campo Limpo de Goiás emancipada em 21 de julho de 1997[72]

## Economia
| PIB (2015)                            | Composição do PIB (2015)               | Composição do PIB (2015)            | Composição do PIB (2015)            | Composição do PIB (2015)      |
| PIB (2015)                            | Valor adicionado bruto da agropecuária | Valor adicionado bruto da indústria | Valor adicionado bruto dos serviços | Valor adicionado de Impostos  |
| ------------------------------------- | -------------------------------------- | ----------------------------------- | ----------------------------------- | ----------------------------- |
| R$ 13,301 bilhões                     | R$ 50,2 milhões                        | R$ 4,132 bilhões                    | R$ 6,921 bilhões                    | R$ 2,1 bilhões                |
| Renda per capita, valor mensal (2014) | Variação da renda (2000-2010)          | Pessoas vivendo na miséria (2010).  | Domicílios na miséria (2010)        | Desigualdade econômica (2010) |
| R$ 1.170,53                           | 45%                                    | 2.557                               | 1%                                  | 35%                           |

Anápolis é o quinto maior PIB do Centro Oeste (atrás de Brasília, Goiânia, Campo Grande e Cuiabá) com um valor agregado de R$ 13,301 bilhões em 2015, sendo ainda a 53ª maior economia industrial do país, segundo dados do IBGE, e um dos principais centros logísticos. Possui diversificada indústria farmacêutica, sendo o maior pólo farmoquímico da América Latina, destacada indústria automobilística, de alimentos e atacadista.
O município é o terceiro do estado em população e o primeiro no ranking de competitividade e desenvolvimento divulgado pela Secretaria Estadual de Planejamento, além de estar no centro da região mais desenvolvida do Centro-Oeste brasileiro, conhecida como o eixo Goiânia-Anápolis-Brasília.

### Aspectos sociais (2017)
| Estabelecimentos de Saúde           | 142    |
| Número de leitos                    | 1.350  |
| População atendida com água potável | 100%   |
| População atendida com esgoto       | 62%    |
| Estabelecimentos de ensino          | 160    |
| Matrículas - Total (alunos)         | 64.040 |

### Balança Comercial
| Balança comercial  | 2010           | 2013           |
| ------------------ | -------------- | -------------- |
| Exportação - (US$) | 51,051 milhões | 111,8 milhões  |
| Importação - (US$) | 2,518 bilhões  | 1,260 bilhão   |
| Saldo - (US$)      | -2,518 bilhões | - 1,148 bilhão |

### DAIA - Distrito Agroindustrial de Anápolis
O Distrito Agroindustrial de Anápolis (DAIA) foi inaugurado 9 de setembro de 1976 com o objetivo de agregar valor à produção agropecuária e mineral da região. A posição estratégica da cidade, contudo, contribuiu para que a intenção inicial fosse suplantada. Contando com uma área de 593 hectares, é limítrofe com a BR-060/153 e com a GO-330, além de ser interligada ao Porto de Santos por um ramal da Ferrovia Centro Atlântica e ser o marco zero da ferrovia Norte-Sul, em construção.
O DAIA é uma das molas propulsoras do desenvolvimento do interior goiano. Considerado na época um "elefante branco" (como se designavam as obras faraônicas que não terminavam ou não tinham efeito prático) o Distrito sobreviveu às dificuldades iniciais do período de implantação, com o baixo índice de povoamento por empresas. Quase uma década depois de ser criado, ali estavam instaladas pouco mais de uma dezena de indústrias.
O grande impulso veio em meados da década de 1980 quando o governo estadual instituiu o programa de incentivos fiscais Fomentar, concedendo crédito de ICMS às indústrias que se instalassem em Goiás. O programa passou por várias reformulações, se adequando às constantes mudanças ocorridas na economia brasileira, num período marcado pela escalada inflacionária e pela recessão. Ainda assim num campo minado de adversidades, o DAIA se consolidou como o principal polo de indústria goiana devido não só aos incentivos fiscais oferecidos, como também, e fundamentalmente, pelas suas condições de infra-estrutura e localização, os pontos chaves para facilitar o escoamento da produção. O DAIA conta com mais de 110 empresas instaladas entre elas Hyundai e CAOA Chery.

### Porto Seco

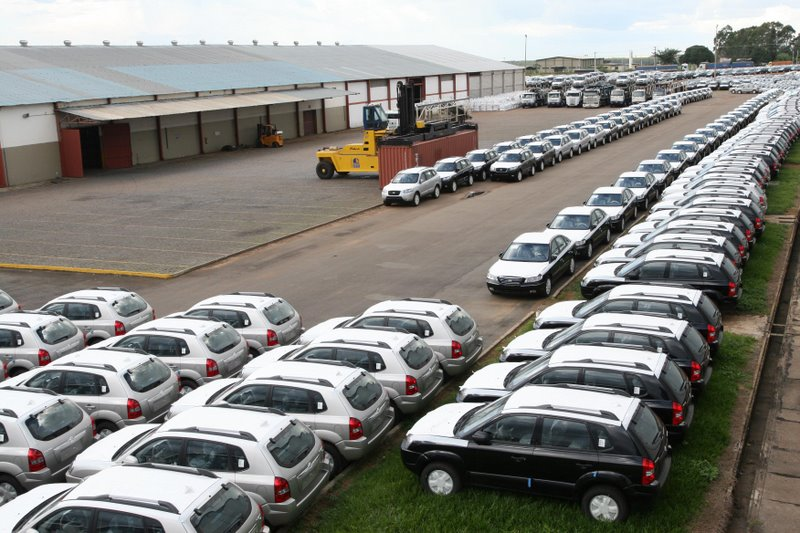
Pátio do Porto Seco Centro-Oeste.

Um dos principais motivos de Anápolis ter se consolidado como o 22º maior município importador do Brasil, com US$ 1,5 bilhão em volume, o Porto Seco Centro-Oeste ou EADI - Estação Aduaneira Interior, é um terminal alfandegário de uso público, de zona secundária, destinado à prestação de serviços de movimentação e armazenagem de mercadorias sob controle aduaneiro.

### Plataforma Logística Multimodal
O mais próximo de uma plataforma logística em operação no Brasil são os centros de distribuição, cuja configuração física de armazenagem é destinada à gestão da movimentação e estoque de produtos acabados. Falta-lhes, entretanto, a integração multimodal, os incentivos para agregação de valor, a oferta de serviços ligados à atividade e o gerenciamento da carga de modo eficiente e integrado. A Plataforma Logística Multimodal de Goiás promoverá pela primeira vez no Brasil o conceito de central de inteligência logística, combinando multimodalidade, telemática e otimização de fretes. Por meio do acesso eficiente aos eixos de transporte rodoviário, ferroviário e aeroportuário, permitirá a integração com as principais rotas logísticas do País. A plataforma será implantada numa área de 6.967.790 m², entre o Distrito Agroindustrial de Anápolis (DAIA) e importantes eixos para integração logística, tanto aérea quanto terrestre (rodoviário e ferroviário). Além do tratamento das mercadorias, da armazenagem e do acolhimento do pessoal em trânsito, a plataforma abrangerá todos os subconjuntos logísticos necessários para reduzir os custos com operações de movimentação. No mesmo espaço em que serão integrados os modais aeroviário, ferroviário e rodoviário, estarão em operação o Centro de Transportes Terrestres, o Terminal Aéreo de Carga, o Terminal Ferroviário de Carga e o Pólo de Serviços e Administração. Todas essas áreas terão infra-estrutura de apoio (energia, telecomunicações e saneamento) e será possível realizar:
- Armazenagem e distribuição multi-temperatura
- Despachos aduaneiros e contratação de cargas
- Beneficiamento, processamento e embalagem de bens
- Concentração e desconcentração de cargas
- Serviços financeiros e de telecomunicações
- Montagem industrial de produtos[60]

### ACIA
A história da ACIA teve início no ano de 1935, época em que a estrada de ferro foi inaugurada em Anápolis, impulsionando o crescimento econômico, contribuindo para a instalação de novas empresas e despertando nos homens de negócio da cidade a necessidade de se instituir uma entidade capaz de congregá-los e que servisse de instrumento para defesa dos interesses em comum da categoria.
Foi com base nesses ideais que no dia 8 de fevereiro de 1936 um grupo de empresários se reuniu no então Clube Lítero Recreativo Anapolino e, em sessão solene, discutiu a fundação da Associação Comercial e Anápolis. Da primeira ata, lavrada naquele dia e mantida até hoje nos arquivos da ACIA, consta que Nicanor de Faria e Silva, escolhido como orador do grupo, foi o responsável pela exposição dos motivos em defesa da criação da entidade.
Encaminhadas as primeiras providências e conscientizados os presentes da viabilidade do projeto, foi formada uma diretoria provisória eleita por aclamação.
Ela era assim constituída: Albérico Borges de Carvalho (presidente), Carlos de Pina (primeiro vice-presidente), Cel. Cristovam Campos (segundo vice-presidente), Manoel S. Maia (terceiro vice-presidente), José E. Roriz (tesoureiro), Calixto José Fares (primeiro secretário), Declieux J. Crispim (segundo secretário) e Nicanor de Faria e Silva (orador oficial).
Após a posse dos membros da primeira diretoria, o presidente Albérico Borges de Carvalho, vislumbrando a necessidade de dar uma personalidade legal à entidade, constituiu uma comissão formada por Nicanor de Faria e Silva, Tarcis de Almeida Monteiro, Graciano Antônio da Silva, João José Peclat, Benedito Matias e Juvenal Campos Amaral para estudar e elaborar os estatutos da então Associação Comercial de Anápolis.

#### Setor Terciário
Com a estrutura do setor terciário Anápolis possui total independência comercial dos grandes centros urbanos que a cercam. Possui uma ampla rede bancária com 35 agências.
Turismo
O turismo é pouco desenvolvido na cidade, principalmente pela falta de atrativos naturais, entretanto a cidade se destaca pelo turismo religioso e de negócios. Há hotéis direcionados ao turismo de negócios e também hotéis fazenda.
O turismo em Anápolis conta com atrativos como a Base Aérea de Anápolis, o turismo religioso, com renomados eventos promovidos pelas igrejas católicas e evangélicas.
Na área urbana, há alguns locais de contemplação e descanso, tais como Parque Ambiental Ipiranga, o Parque JK, o Parque da Cidade, o Parque da Liberdade, o Parque Senador Onofre Quinan (Parque da Juventude), o Parque Antônio Marmo Canedo (Parque da Matinha) e o Museu Histórico Alberico Borges de Carvalho.

## Política

### Eleitorado
Segundo o Tribunal Regional Eleitoral de Goiás, em junho de 2018 registram-se em Anápolis 260.567 eleitores ou 5,84% do eleitorado de Goiás.

### Relações Internacionais
- Consulado Honorário da República Árabe da Síria
- Consulado Honorário da República da Turquia [82]

### Cidades irmãs
- Anápolis possui três cidades irmãs:[carece de fontes?]
- Viseu, Portugal
- Lublin, Polônia
- Juiz de Fora, MG, Brasil

## Estrutura Urbana

### Saúde
Anápolis possui um dos mais avançados centros de saúde do interior do Brasil. São dezenas de hospitais, clínicas e laboratórios. Esse complexo é aparelhado para cirurgias, implantes, transplantes e medicina nuclear. Anápolis é referência na região Centro-Oeste no tratamento de queimaduras, através do Hospital de Queimaduras, que possui uma estrutura completa, oferecendo suporte adequado para o tratamento intensivo de queimados e portadores de feridas em geral 24 horas por dia.

### Educação
Anápolis possui uma ampla rede de serviços educacionais. No ensino superior, a cidade é sede da Universidade Estadual de Goiás (UEG), a qual possui dois campus universitários na cidade. Possui, também, um campus do Instituto Federal de Educação, Ciência e Tecnologia de Goiás (IFG). A cidade conta com diversas faculdades privadas, dentre elas o Centro Universitário da UniEvangélica, Faculdade Raízes, Faculdade Anhanguera, Faculdade Fibra, Faculdade Católica de Anápolis, Faculdade Metropolitana de Anápolis (FAMA), Faculdade GAP e várias outras faculdades que oferecem ensino a distância.
No ensino médio, conta-se com uma boa rede de colégios. Dentre os particulares, temos Couto Magalhães - instituição ligada a UniEvangélica, Auxilium, Galileu, Delta, Órion, Objetivo, Podium, Escola Adventista de Anápolis e o Colégio Católico São Francisco. Já dentre os públicos, se destaca o Colégio da Polícia Militar Dr. Cézar Toledo, considerado o melhor colégio público do estado de Goiás segundo o IDEB e o 2° melhor do país.
No ensino técnico profissionalizante, há unidades como, Cebrac (Centro Brasileiro de Cursos), Escola Senai Roberto Mange, Senac - Centro De Educação Profissional Elías Bufaiçal, o Sebrae e o Instituto Tecnológico do Estado de Goiás (ITEGO).

### Comunicações
O anapolino dispõe de um diversificado complexo de veículos de comunicação social. Há diversos jornais locais, tais como o DM Anápolis, diário. Jornal Contexto, o Jornal Estado de Goiás, O Anápolis, Tribuna de Anápolis e O Bairrista, semanais. Conta ainda com a revista Planeta Água cuja circulação é mensal e também diversos jornais regionais que aqui mantém sucursais, como O Popular, Diário da Manhã e Correio Braziliense.
A cidade tem oito emissoras de rádio: Imprensa FM, São Francisco FM, Manchester FM, 100 FM, Manchester News FM, Rádio Voz do Imaculado, 96 FM e algumas rádios comunitárias.
Na televisão, há uma afiliada da Rede Globo, a TV Anhanguera Anápolis com transmissão em HD desde outubro de 2012 para mais de 100 municípios das regiões norte e nordeste do Estado e também a Rede Record que atende grande parte dos municípios do Vale do São Patrício, além dos canais Cultura, Band, Rede TV, Canção Nova, Rede Vida (em HD) e outras.

### Transporte
Anápolis é o ponto final do ramal ferroviário da Ferrovia Centro-Atlântica, que liga a cidade à região Sudeste, possuindo um ramal para dentro do Porto Seco Centro Oeste. Devido ter sido construído há muitas décadas, possui bitola de 1 metro, o que obrigará a construção de um centro de integração entre esta ferrovia e o ponto zero da Ferrovia Norte-Sul (que liga Anápolis à São Luís, MA) cuja bitola é de 1,60 m. Este centro de integração está sendo licitado e tem previsão para inauguração até julho de 2014.
A cidade possui um aeroporto civil que está sendo ampliado visando a sua transformação no quinto aeroporto de cargas do país, o primeiro da região Centro-Oeste. Sua pista terá 3.200m de extensão e 45m de largura, possibilitando o pouso de aviões de carga de qualquer tamanho. Juntamente com a ferrovia, o aeroporto fará parte da Plataforma Logística Multimodal de Goiás (PLMG), o que tornará a cidade um grande entreposto comercial e de movimentação de cargas para todo o mundo.
A cidade de Anápolis é hoje um dos principais entroncamentos rodoviários da Região Centro-Oeste do Brasil. A cidade é servida por três rodovias federais (BR-060, BR-153 e BR-414) e três estaduais (GO-222, GO-437 e GO-330). Nela há ainda a Estação Rodoviária Josias Moreira Braga, responsável pelo transporte rodoviário de passageiros por ônibus.

### Base Aérea de Anápolis
A Base Aérea de Anápolis é uma das mais importantes bases da Força Aérea Brasileira, atualmente operando os caças F-5EM do 1º Grupo de Defesa Aérea (1º GDA) cuja missão primordial é a guarda e defesa da capital federal. A Base receberá o primeiro lote de 36 caças Gripen NG, com previsão de chegada no Brasil em 2021. Operacional desde 23 de agosto de 1972, a base passou a abrigar também o Esquadrão Guardião (2º/6º Grupo de Aviação) a partir de julho de 2002, quando se tornou sede de parte do Sistema de Vigilância da Amazônia - Sivam, o esquadrão utiliza também a aeronave Embraer EMB-145 RS/AGS de Alarme Aéreo Antecipado e Reconhecimento.
Para abrigar os militares da Base, a Aeronáutica construiu duas vilas, a Vila dos Sargentos (no bairro Anápolis City) e a Vila dos Oficiais da Aeronáutica (na Av. Universitária).
Anápolis também conta com uma unidade do Exército Brasileiro, representado pelo Tiro de Guerra 11-001.

## Cultura e lazer

Coreto na Praça João Pessoa, atual Praça James Fanstone, década de 1950. Arquivo Nacional.

O setor cultural possui muitas atrações interessantes, dentre eles, o Encontro Nacional de Coro de Anápolis (ENCOA), a Mostra de Teatro de Anápolis, o Festival Anapolino de Música (FAMU), o Salão Anapolino de Arte, a Semana da Asa (com o evento Portões Abertos da Base Aérea de Anápolis), o Anápolis Festival de Cinema, o Encontro de Catira, O Festival Anapolino de Viola, a Semana Digiarte, a Semana da Consciência Negra, o Festival Gastronômico, estes eventos geralmente são anuais e fazem parte do calendário cultural da cidade, mas durante os vários meses do ano ocorrem espetáculos teatrais e musicais no Teatro Municipal, no SESC Anápolis, no Teatro do Instituto Federal de Goiás (IFG), no Centro Cultural Washington Ribeiro Gomes, nas praças e parques, e em diversos outros locais como o Mercado Municipal e Feirões Cobertos. Há também a Feira Artesana que é realizada aos domingos no estacionamento da Rodoviária.
A cidade conta com os seguintes equipamentos municipais voltados para o ensino das artes e para a o acesso cultural, artístico e histórico: Casa de Cultura Ullysses Guimarães (situada na Praça Bom Jesus, região central, em prédio tombado pelo Patrimônio Histórico Municipal). Neste equipamento estão abrigados, além da sede administrativa da Secretaria Municipal de Cultura, a Galeria de Arte Antonio Sibasoly, a Casa do Artesanato, e a sede do Conselho Municipal de Cultura de Anápolis); Museu Histórico Alberico Borges de Carvalho, Museu de Artes Plásticas de Anápolis (MAPA), Centro Cultural Washington Ribeiro Gomes, Centro Cultural Céu das Artes, Escola de Teatro de Anápolis (ETA), Escola de Dança de Anápolis (EDA), Escola de Música Maestro Antônio Branco, Escola de Artes Oswaldo Verano, Teatro Municipal de Anápolis, Corpo de Baile do Teatro Municipal de Anápolis, Companhia Anapolina de Teatro, Orquestra Jovem de Anápolis, Orquestra de Violeiros e Banda Municipal Lira de Prata.
O município conta ainda com vários equipamentos tombados como patrimônio histórico, entre os quais destacam-se: o Coreto da Praça James Fanstone, a Fonte Luminosa da Praça Bom Jesus, o prédio da Casa de Cultura Ullysses Guimarães, o Portão do Cemitério Municipal São Miguel, entre outros.
No âmbito da Institucionalização da Cultura, a cidade possui o seguinte ordenamento jurídico-legal que conformam seu Sistema Municipal de Cultura: Secretaria Municipal de Cultura (Lei nº 2301/2010), Conselho Municipal de Cultura de Anápolis (Lei nº 331/2004), Plano Municipal de Cultura de Anápolis (Lei nº 3.775/2015), Fundo Municipal de Cultura de Anápolis (Lei nº 259/2015) e o Conselho do Patrimônio Histórico de Anápolis (Lei nº 3.775/2015).
São feriados municipais: Data magna da cidade (31 de julho) e Padroeira Santa Ana (26 de julho).

### Lazer
A cidade possui diversos restaurantes e parques. As atividades culturais promovidas pela Secretaria Municipal de Cultura são divulgadas todos os meses, por meio de uma agenda de eventos. Entre as festividades anuais, o aniversário da cidade, os Jogos da Primavera, a Exposição Agropecuária, o Festival de Inverno, a Feivest e outros como Encontro de Corais e de grupos de teatro

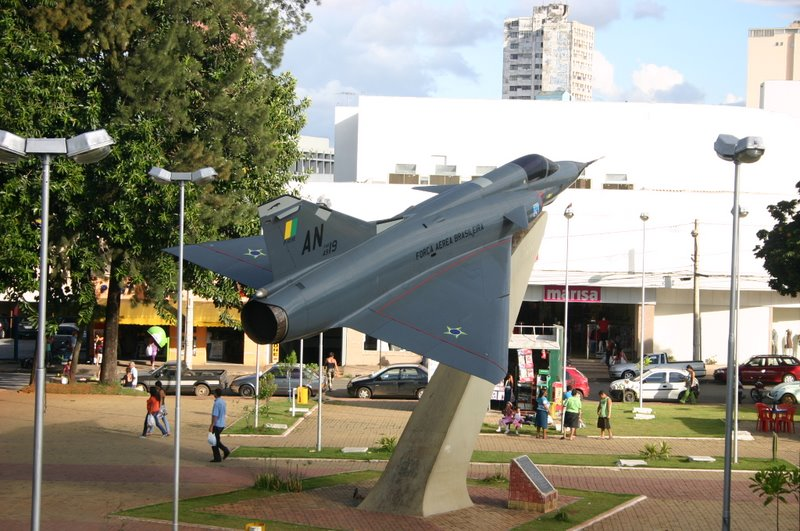
Praça Americano do Brasil com um caça Mirage III doado pela FAB.

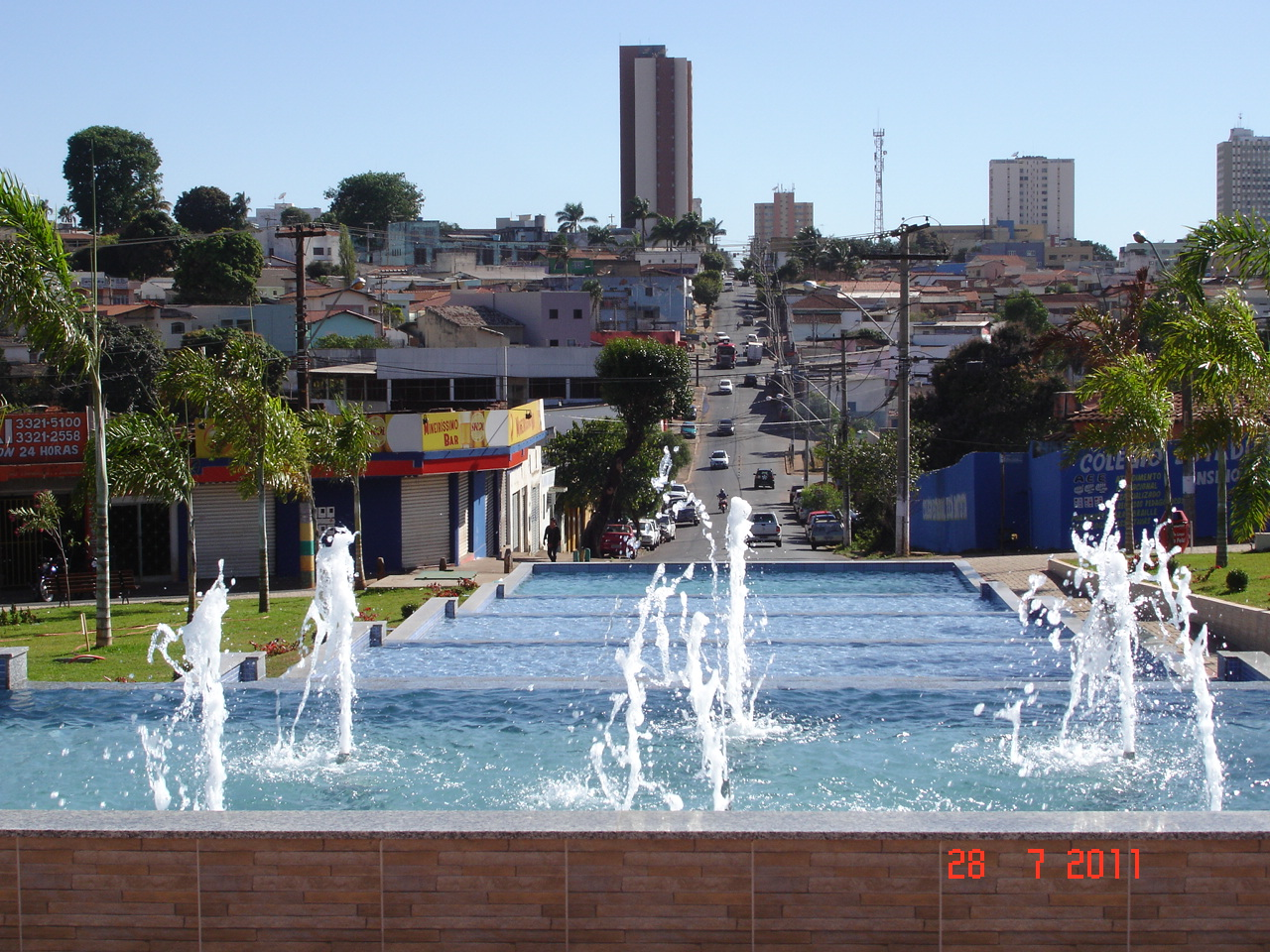
Praça Cônego Trindade.

#### Eventos
Na região central está o Teatro Municipal, o salão nobre do Senai, salão do Senac e salão do Fórum, onde se apresentam inúmeros grupos teatrais, corais, academias de dança e escolas de formação musical.
Há também opções de salões, teatros e auditórios das Universidades, como o da UniEvangélica, o do IFG e da UEG, além de várias instituições classistas de serviços e hotéis da cidade que dispõem de auditório e salas para realização de eventos.

#### Desporto
São os principais locais esportivos:
- Estádio Municipal Jonas Duarte
- Estádio Municipal Zeca Puglisi
- Ginásio Internacional Newton de Faria
- Ginásio Carlos de Pina
- Parque Aquático da UniEvangélica
- Praça de Esportes Radicais do bairro Viviam Park
- Centro de Atletismo Ipiranga
- Centro Esportivo Barro Preto
- Centro Poliesportivo Professora Gracinda Maria da Silva

O Município possui 3 times profissionais de futebol:
- Associação Atlética Anapolina
- Anápolis Futebol Clube
- Grêmio Esportivo Anápolis

#### Shoppings
Anápolis conta com alguns shoppings, como o Brasil Park Shopping, Anashopping e outros menores como, Jaiara Shopping, Central Shopping e Galeria Nazir. Além disso, possui diversos Centros Populares, outras Galerias e Lojas de Departamentos.

#### Clínicas Populares
Anápolis conta com algumas clínica populares, como o Clínica Popular Mais Saúde entre outras como, Clínica Popular da Saúde, Clínica Vittá e Ame Clínica Médica. Consultas médicas e exames populares para o cidadão anapolino.